# Freya Piryns
Freya Piryns (Wilrijk, 26 augustus 1976) is een voormalige Belgisch politica voor Groen.

## Levensloop
Freya Piryns is de dochter van journalist Piet Piryns en actrice Mia Van Roy. Haar grootvader langs vaderskant was de Grootnederlandgezinde advocaat Remi Piryns. In 1999 voltooide ze de lerarenopleiding aan de Artesis Hogeschool Antwerpen en in 2014-2016 voltooide ze een master in de opleidings- en onderwijswetenschappen aan de Universiteit Antwerpen. Beroepshalve werd ze van 2000 tot 2003 lerares en van 2003 tot 2007 pedagogisch coördinator in een kleuterschool. Ze woont in  Antwerpen, meer bepaald in de wijk Zurenborg te Berchem.
Ze zette haar eerste politieke stappen in 1998, nadat Jos Geysels haar overtuigde om politiek actief te worden voor Agalev, het huidige Groen. Voor deze partij was ze van 2001 tot 2020 gemeenteraadslid van Antwerpen en van 2006 tot 2012 was ze Groen-fractievoorzitter in de gemeenteraad. In deze functie werd ze lid van verschillende gemeenteraadscommissies die zich bezighouden met communicatie, sport, veiligheid, onderwijs, jeugd, samenleving, economie, werk, ontwikkelingssamenwerking, financiën en openbare werken.
Na de verkiezingen van 10 juni 2007 kwam Piryns als rechtstreeks gekozen senator in de Belgische Senaat terecht als opvolgster van Vera Dua, die ervoor koos om gemeenschapssenator te worden. Ze zetelde er tot in mei 2014 en was zo een van de laatste rechtstreeks verkozen senatoren in de Senaat. Als senator specialiseerde ze zich in asiel en migratie, staatshervorming en ethische thema's. Bij de verkiezingen 2014 probeerde ze vervolgens als lijstduwer in het Vlaams Parlement te geraken, wat echter niet lukte. Ze was vervolgens kandidaat om gecoöpteerd te worden in de hervormde Senaat, maar deze functie ging uiteindelijk naar Petra De Sutter.
In juni 2008 was ze de bezieler van de Wappersong, een protestsong tegen de Oosterweelverbinding op muziek van Peter Tosh en gezongen door Zita Swoon. Aanleiding was de uitspraak "We have to walk and don't look back" van burgemeester Patrick Janssens eerder die maand ten aanzien van het toenemend protest ten aanzien van dit project.
Eind 2014 werd ze door haar partij voorgedragen als lid van de raad van bestuur van de VRT. Ze bleef er zetelen tot in 2020. In september 2019 keerde ze terug naar het onderwijs, als pedagogisch coördinator in een lagere school.
Bij de federale verkiezingen van 2019 kreeg ze de zesde plaats op de Antwerpse Groen-lijst, wat een moeilijk verkiesbare plek geacht werd en waarmee Piryns teleurgesteld was. Piryns koppelde haar toekomst in de politiek aan deze verkiezingen. Ze wist uiteindelijk de derde populairste op de Groen-lijst in Antwerpen te worden, maar dat was niet voldoende voor een zetel. In maart 2020 stapte ze uit de gemeenteraad en verliet zo de actieve politiek.
Sinds 2011 heeft zij een relatie met Open Vld-politicus Willem-Frederik Schiltz. In 2013 kreeg het koppel een zoon. In mei 2017 traden ze in het huwelijk.